# Relikwiarz świętego Andrzeja w Trewirze

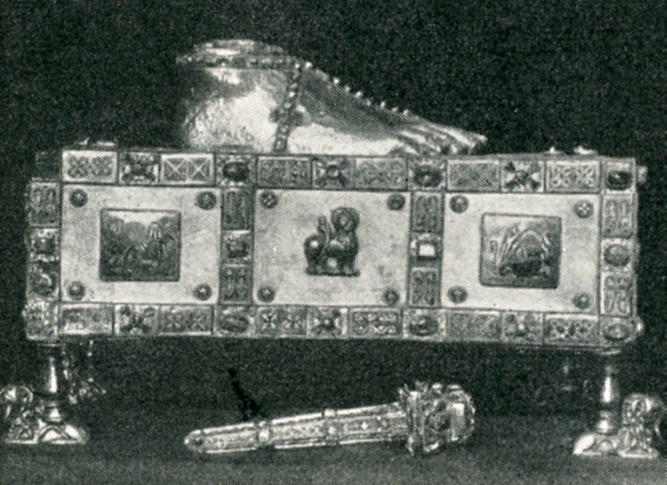
Relikwiarz św. Andrzeja

Relikwiarz świętego Andrzeja w Trewirze, Relikwiarz Egberta (niem. Andreas-Tragaltar lub Egbert-Schrein) – relikwiarz przechowywany w skarbcu katedry w Trewirze; dzieło złotnictwa z epoki ottońskiej.
Relikwiarz powstał w warsztacie trewirskim na zamówienie arcybiskupa Egberta. Fundatora wymienia umieszczona na nim inskrypcja. Zabytek otrzymał nazwę od najważniejszej przechowywanej w nim relikwii – sandała św. Andrzeja. Oprócz niego zawiera dwa ogniwa kajdan i włos z brody świętego Piotra, gwóźdź z krzyża Chrystusa oraz inne nieokreślone relikwie.
Relikwiarz ma kształt skrzyni o wymiarach podstawy ok. 45x22 cm. Skrzynka ma cztery małe nóżki, oparte na lwach. Na pokrywie znajduje się wykonana ze złotej blachy stopa św. Andrzeja o wielkości niemal naturalnej, odwołująca się do przechowywanej wewnątrz relikwii sandała. Dłuższe boki relikwiarza podzielone są na trzy pola. Wewnątrz tych pól znajdują się plakietki z kości słoniowej, obramione bordiurą ze złota, emalii, filigranu i kamieni szlachetnych. Na dwóch zewnętrznych plakietkach umieszczone są symbole czterech ewangelistów, które powstały pod wpływem trewirskiego malarstwa książkowego, a w środkowych złote, odlewane lwy. Na bocznych ścianach, inaczej ukształtowanych, znajdują się dwa krzyże świętego Andrzeja (od strony palców) oraz otoczony perłami i almandynami medalion ze złotą monetą cesarza Justyniana I (od strony pięty).